# Chris Baird
Christopher Patrick „Chris“ Baird (* 25. února 1982) je bývalý severoirský fotbalový obránce. Mezi fanoušky Fulhamu si v minulosti vysloužil přezdívku „Bairdinho“.

## Klubová kariéra

### Southampton
Baird začal svou fotbalovou kariéru v severoirském klubu Ballymena United FC a v roce 1998 přestoupil do akademie Southamptonu. Svůj debut si odbyl v březnu 2003, kdy nastoupil jako náhradník do zápasu s Aston Villou, který skončil remízou 2:2. Jeho druhé vystoupení proti Arsenalu přišlo již po 26 minutách, kdy střídal a Southampton prohrával už 5:0. Zápas nakonec skončil debaklem 6:1. Baird poprvé nastoupil v základní sestavě v posledním kole sezóny 2002/03, kdy Southampton porazil Manchester City 1:0. O týden později znovu nastoupil v základní sestavě, tentokrát ve finále FA Cupu proti Arsenalu, kdy jeho tým prohrál 0:1. Po zápase byl však zvolen nejlepším hráčem Saints. Další sezonu stihl odejít na dvě úspěšná hostování, na dva měsíce do Wallsallu a na měsíc do Watfordu. Následující sezonu 2004/05 Southampton sestoupil z Premier League a Baird neodehrál ani jeden zápas. Další sezonu v Championship po změně trenéra odehrál již 16 ligových zápasů. V sezoně 2006/07 se již naplno zabydlel v základní sestavě a ve svém 50. zápase vstřelil svůj první profesionální gól proti Lutonu, čímž pomohl týmu k vítězství 2:1. Celkem v této sezoně odehrál v obraně Saints 51 zápasů a stal se hráčem sezony.

### Fulham
Baird opustil Southampton 12. července 2007 a přestoupil do prvoligového Fulhamu za 3 miliony liber. Zpočátku nosil číslo 34, ale pro sezonu 2009/10 dostal již číslo 6, které nosí dodnes. Kvůli zranění Dicksona Etuhua a Danny Murphyho byl v sezoně 2009/10 často používán na středu zálohy, ale po jejich návratu se vrátil zpět na svý oblíbený post. Baird dostal přednost před Johnem Paintsilem ve finále Evropské ligy proti Atléticu Madrid, které Fulham prohrál 1:2. Na začátku příští sezony podepsal kontrakt, který ho ve Fulhamu drží nejméně do léta 2013. Baird poprvé skóroval za Fulham 28. prosince 2010 proti Stoke City na Brittania Stadium, kdy vstřelil rychlé dva góly, a hlavně díky němu Fulham vyhrál 2–0. Dalšího gólu se dočkal v říjnu 2012, kdy se trefil v zápase proti Aston Ville a zařídil vítězství 1:0.

## Reprezentační kariéra
Baird si svůj debut za severoirský národní A-tým odbyl v 3. 6. 2003 proti domácí Itálii, Severní Irsko prohrálo 0:2. Hrál v obraně reprezentace i se svým kolegou z Fulhamu Aaronem Hughesem.
Se svým týmem se mohl v říjnu 2015 radovat po úspěšné kvalifikaci z postupu na EURO 2016 ve Francii (byl to premiérový postup Severního Irska na evropský šampionát). Zúčastnil se EURA 2016 ve Francii, kam jej nominoval trenér Michael O'Neill.

## Úspěchy
Southampton
- FA Cup finalista: 2003
- Fanoušky zvolený hráč sezony: 2006/07

Fulham
- Evropská liga UEFA finalista: 2010